# Murdock (Minnesota)
Murdock – miasto w Stanach Zjednoczonych, w stanie Minnesota, w hrabstwie Swift.